# 2012 VP113
2012 VP113, còn được biết đến với tên gọi Biden, là một vật thể ngoài Hải Vương tinh thuộc nhóm sednoid nằm rất xa Trái Đất và gần rìa của Hệ Mặt Trời. Nó được khám phá vào ngày 5 tháng 11 năm 2012 bởi các nhà thiên văn học Mỹ Scott Sheppard và Chad Trujillo tại Chile. Sự phát hiện của vật thể này được thông báo vào ngày 26 tháng 3 năm 2014. Ứng cử viên hành tinh lùn có bán kính khoảng 600 km. Ngoài Sedna và bản thân nó còn có một sednoid khác là 2015 TG387.

## Phân loại và đặc điểm
2012 VP113 là một hành tinh nhỏ có cận điểm quỹ đạo (sự lại gần Mặt Trời nhất) xa nhất trong Hệ Mặt Trời, lớn hơn Sedna. Mặc dù củng điểm của nó xa hơn, điểm xa Mặt Trời nhất của hành tinh này chỉ bằng khoảng một nửa của Sedna. Nó là senoid được khám phá thứ hai, với viễn điểm quỹ đạo xa hơn 150 AU và cận điểm quỹ đạo hơn 50 AU. Độ tương đồng trong quỹ đạo của 2012 VP113 với các vật thể ngoài Hải Vương tinh khác khiến các nhà khoa học đưa ra giả thuyết rằng Hành tinh thứ Chín, một vật thể chưa được khám phá nằm rìa Hệ Mặt Trời đang lùa các vật thể này thành các quỹ đạo cùng loại.
Nó có độ lớn tuyệt đối là 4.0, khiến nó có khả năng cao trở thành một hành tinh lùn, và nó được một số người công nhận. Người ta cho rằng 2012 VP113 có kích thước bằng khoảng một nửa so với Sedna và có kích thước bằng Huya. Bề mặt của nó được cho là có màu hồng nhẹ, kết quả của những biến đổi hoá học do ảnh hưởng của sự bức xạ trên băng, Mêtan và Cácbon Dioxide. Màu sắc này phù hợp với sự hình thành trong khu vực khí khổng lồ và không phải vành đai Kuiper, nơi có những vật thể có màu cực đỏ.

## Lịch sử

### Khám phá
2012 VP113 được khám phá vào ngày 5 tháng 11 năm 2012 tại Chile. Nó có góc quan sát khoảng 2 năm. Với một độ lớn rõ ràng là 23, nó quá mờ mịt để các kính viễn vọng quan sát.

### Tên gọi
2012 VP113 được viết tắt là "VP" và được đặt tên riêng "Biden" bởi đội khám phá, theo tên của Joe Biden, tại thời điểm khám phá là Phó Tổng thống Hoa Kỳ.

## Quỹ đạo
2012 VP113 có cận điểm quỹ đạo lớn nhất trong các vật thể được biết đến của Hệ Mặt Trời. Cận điểm quỹ đạo gần đây nhất của nó là vào năm 1979, ở một khoảng cách là 80 AU. Hiện tại, khoảng cách này là 84 AU. Vào năm 2018, chỉ có chín vật thể có khoảng cách này lớn hơn 47 AU.
Nó có thể là một thành viên của đám mây Hills. Những đặc điểm của quỹ đạo của hành tinh tự này, tương tự như Sedna, có khả năng được tạo ra bởi một vật thể ngoài Hải Vương tinh. Kiến trúc quỹ đạo của nó của khu vực ngoài Diêm Vương tinh có thể là dấu hiệu của sự hiện diện của nhiều hơn một hành tinh. 2012 VP113 thậm chí cũng có thể bị bắt lấy từ một hệ hành tinh khác. Tuy nhiên, nó được công nhận nhiều hơn là cận điểm quỹ đạo của 2002 VP113 được lùa bởi nhiều sự tương tác trong những đám hạn chế của cụm sao mở nơi Mặt Trời hình thành.

## So sánh quỹ đạo

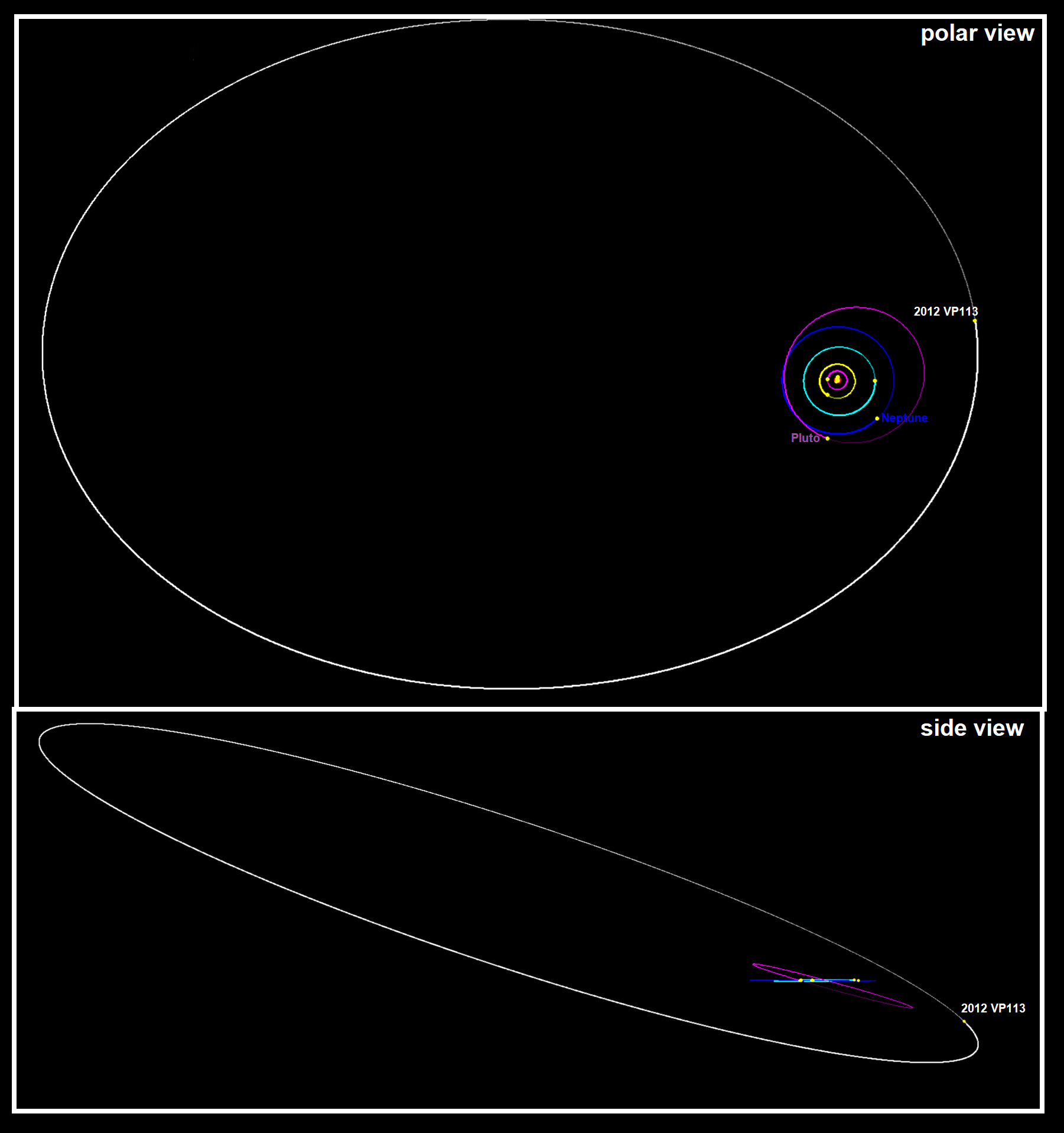
Quỹ đạo của 2012 VP113, so sánh với các hành tinh chính trong Hệ Mặt Trời.

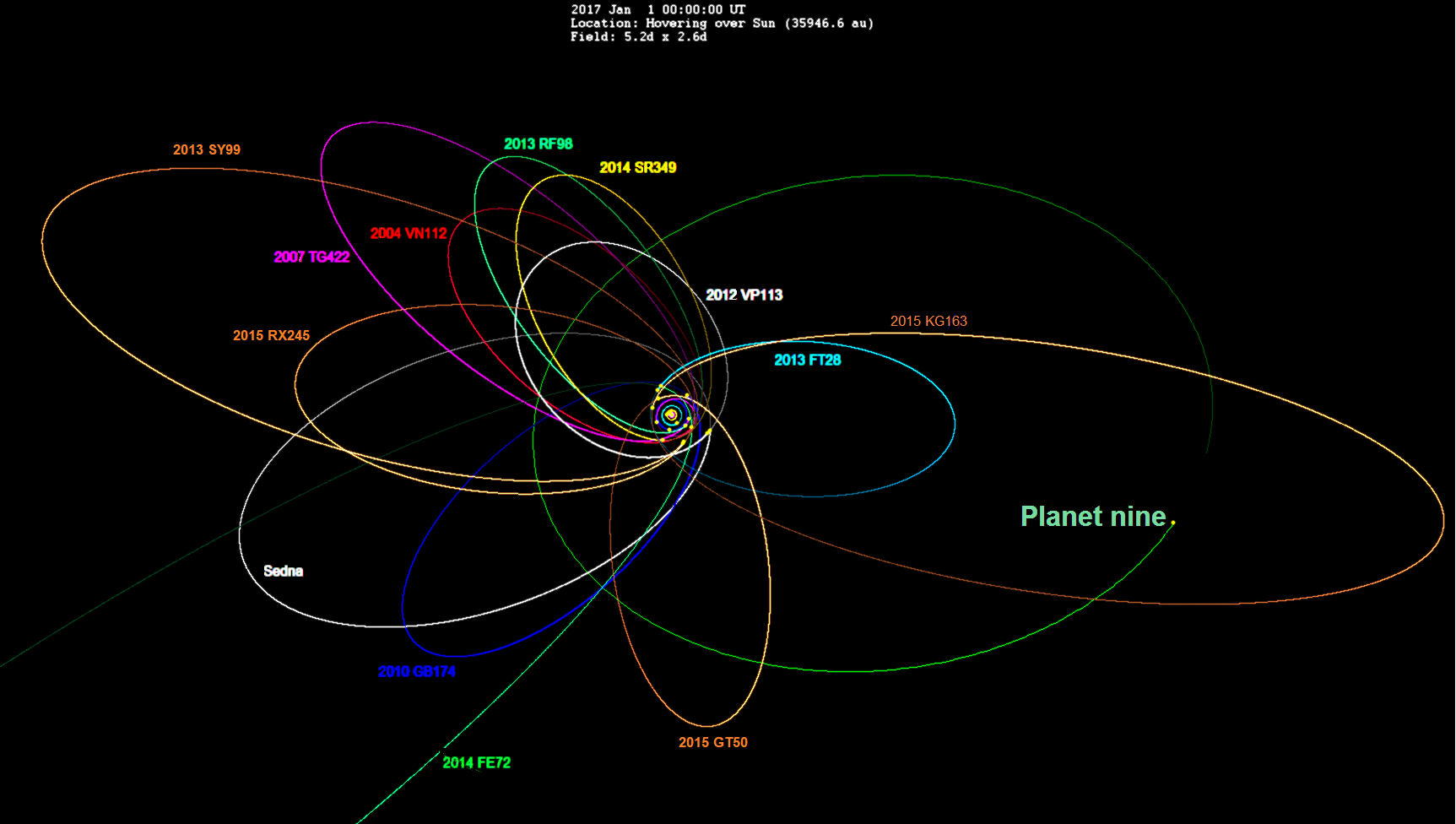
Quỹ đạo của 2012 VP113 so sánh với các TNO khác.

## So sánh kích thước

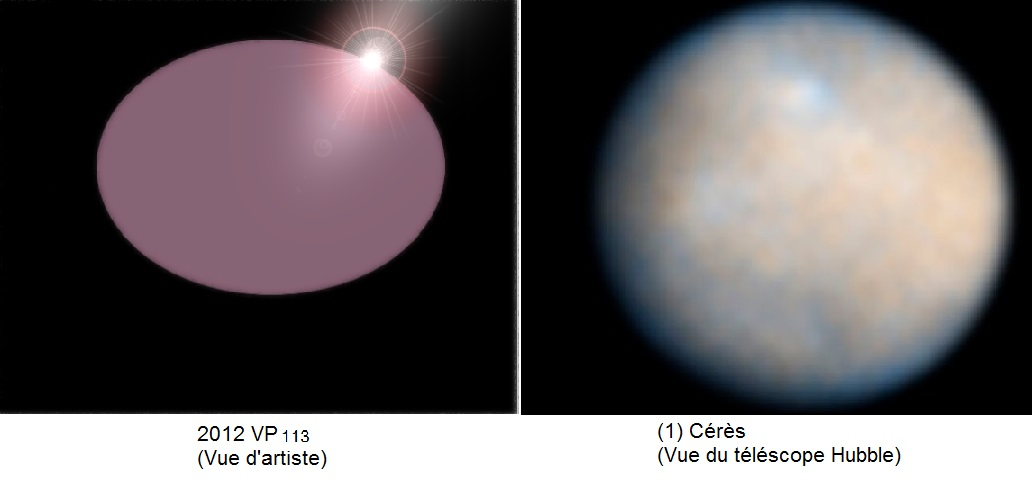
So sánh kích thước giữa 2012 VP113 (hoạ sĩ) và Ceres (kính Hubble).